# Marc Foglia
Pour les articles homonymes, voir Foglia.
Marc Foglia, né le 26 juin 1975 à Orthez, est un auteur et philosophe français.

## Biographie
Après le baccalauréat, Marc Foglia entre dans la classe préparatoire à l'ENS du lycée Henri-IV à Paris ; il est reçu à l'ENS (promotion L1996) et y prépare l'agrégation tout en suivant les cours à la Sorbonne. Il complète ce parcours avec des cursus à l'étranger, à l'École normale supérieure de Pise (Scuola Normale Superiore), à l'université de Cambridge et à celle de Leipzig.
À partir de 2000, il enseigne la philosophie à l'université Paris-I Sorbonne. En 2005, il soutient sa thèse de doctorat (sous la direction de Denis Kambouchner) à l'université Paris-I : La Formation du jugement chez Montaigne.
De 2006 à 2007, il est « conseiller discours et études » pour Dominique Bussereau, alors ministre de l'Agriculture. À ce titre, il prépare les discours du ministre et commande des sondages. De 2009 à 2011 il rédige les discours prononcés lors des remises de décorations par Gérard Larcher, alors président du Sénat et député des Yvelines.[réf. nécessaire]
Depuis 2008, il enseigne au lycée Xavier-Marmier de Pontarlier, dans l'Académie de Besançon, en tant que professeur agrégé de philosophie.[réf. nécessaire] En 2018, avec Christine Martin, professeure de philosophie dans l'Académie de Versailles, il permet à la France d'être représentée pour la première fois aux Olympiades internationales de philosophie, une manifestation internationale fondée en 1993 et qui rassemble aujourd'hui plus de 50 pays.
Accompagné par l'incubateur d'entreprises innovantes de Franche-Comté et par Bpifrance, il crée en 2014 une agence de traduction, translat.me, spécialisée dans les textes scientifiques et techniques.

## Publications

### À propos de Montaigne
- Montaigne. De l'interprétation, Kimé, 2011.
- Montaigne, pédagogue du jugement, Classiques Garnier, 2011[6]
- Montaigne, “ Des Cannibales ”, Paris, Bréal, 2005
- Article "Montaigne" pour la Stanford Encyclopedia of Philosophy (en anglais)

### À propos de Martin Heidegger
- Contribution sous le titre L'historicité de l'homme dans Heidegger et la question de l'humanisme. Faits, concepts, débats, ouvrage collectif réalisé sous la direction Bruno Pinchard, Themis Philosophie, PUF, 2005.

### À propos de Wikipedia
- Article écrit en collaboration avec Chang Wa Huynh en mai 2006, sur l'encyclopédie de l'Agora, et article de Marc Foglia seul paru en avril 2009, dans la revue Études[7].
- Les jeunes, managers de la connaissance sur Wikipédia sur dailymotion, 2009 (conférence pour le magazine Books)
- Wikipedia Un média démocratique pour la connaissance ? Comment le citoyen lambda devient encyclopédiste, Limoges, Fyp Édition, 2008 (voir conférence pour l'ESEN Poitiers, 31 mars 2010)[8]
- « Wikipédia, entre connaissance et démocratie », dans M. Groult (dir.), Les Encyclopédies. Construction et circulation du savoir de l'Antiquité à Wikipédia, L'Harmattan/CNRS, 2011, p. 119-138.

### Autres ouvrages
- Histoire de la philosophie, ouvrage collectif sous la direction de Marc Foglia, Ellipses, 2013
- Philosophie Terminale. Manuel de philosophie avec cours, exercices, corrigés, Ellipses, 2020